# Пофи
По̀фи (на италиански: Pofi) е малко градче и община в Централна Италия, провинция Фрозиноне, регион Лацио. Разположено е на 283 m надморска височина. Населението на общината е 4423 души (към 2010 г.).